# Leucadendron salicifolium
Leucadendron salicifolium és una espècie d'angiosperma de la família de les proteàcies (Proteaceae) endèmica de Sud-àfrica.

## Característiques
És un arbust d'una sola tija que pot arribar a fer fins a 3 metres d'alçada. Les seves fulles són estretes, glabres i en forma de falç i poden fer fins a 60 mm de llarg. Tenen poques fulles involucrals les quals tenen un color groguenc i les bràctees també involucrals són grogues. Els caps florals fan uns 10 mm de diàmetre i amb una lleugera olor de fruites.

## Reproducció
Com totes les espècies de Leucadendron, és dioica, és a dir, les flors masculines i femenines són produïdes en plantes separades. Les flors estan disposades en caps densos a les puntes de les branques. Les fulles que envolten els caps de les flors es coneixen com a fulles involucrals les quals no canvien de color mentre l'arbre està en flor.
Els arbres masculins són més cridaners, les seves flors són més prolífiques, més vistoses, les seves fulles són d'un brillant més argentat i les flors són caps grocs lluents i rodons.
En els arbres femenins sembla que costa més trobar-ne les flors, ja que les fulles involucrals amaguen les flors i no són tan brillants. A més les flors semblen que es troben més amunt i costa arribar-hi des de baix. L'època de floració és del setembre a l'octubre.

## Ecologia i distribució
Leucadendron salicifolium es troba en rierols i filtracions tant en planes com en pendents del sud-oest del Cap, Sud-àfrica.

## Etimologia
El nom del gènere Leucadendron ve derivat del mot grec leukos que significa blanc i dendron que significa arbre. L'epítet específic del nom científic és salicifolium que deriva de salix referent als salzes i folium a les fulles.